# Shell de Unix

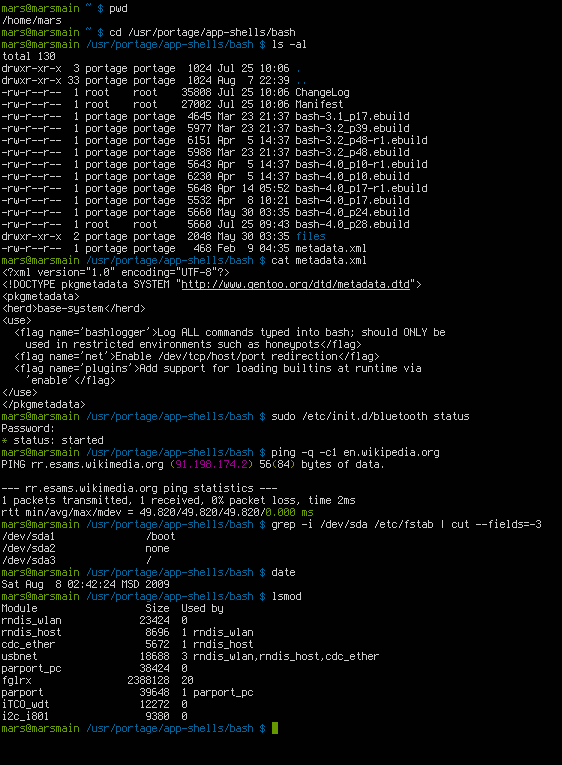
Pantalla durante una sesión muestra GNU Bash, tomada en Gentoo Linux.

Una shell de Unix es el término usado en informática para referirse al intérprete de comandos de los sistemas operativos basados en Unix y similares, como GNU/Linux, y que es su interfaz de usuario tradicional. Mediante las instrucciones que aporta el intérprete, el usuario puede comunicarse con el núcleo y por extensión, ejecutar dichas órdenes, así como herramientas que le permiten controlar el funcionamiento de la computadora. Por ello, en inglés se le denominó así, shell, que puede ser traducido como «cáscara», porque es la envoltura visible del sistema informático.
Los comandos que aportan los intérpretes, pueden usarse a modo de guion si se escriben en ficheros ejecutables denominados shell-scripts, de este modo, cuando el usuario necesita hacer uso de varios comandos o combinados de comandos con herramientas, escribe en un fichero de texto, marcado como ejecutable, las operaciones que posteriormente, línea por línea, el intérprete traducirá al núcleo para que las realice. Sin ser un script de shell estrictamente un lenguaje de programación, al proceso de crear scripts de shell se le denomina programación shell o en inglés, shell programming o shell scripting.
En el sentido más genérico del término, shell significa cualquier intérprete que los usuarios usen para escribir comandos. Su etimología proviene del uso natural de consolas en computadores funcionando bajo unix antaño, cuando los usuarios conectaban al computador central, lo hacían mediante consolas, (shells) por las cuales a través de un intérprete, hacían inicio de sesión y manejaban la computadora principal. Posteriormente, con la proliferación de los computadores personales y su filosofía monousuario, un computador por usuario (entiéndase lo contrario de la filosofía inicial de Unix, un computador, muchos usuarios conectados por terminales), se desarrolló un software que emulase las características principales de las consolas físicas, a modo de poder seguir usándolas como clientes en un computador o núcleo que comprendiera la convención estándar usada para configurar y llevar a cabo tareas de administración de emergencia con servidores basados en Unix.
Los usuarios de Unix y similares, pueden elegir entre distintos shells (programa que se debería ejecutar cuando inician la sesión, véase GNU bash, ash, csh, Zsh, ksh, tcsh). Las interfaces de usuario gráficas para Unix, como son GNOME, KDE y Xfce pueden ser llamadas shells visuales o shells gráficas. Por sí mismo, el término shell es asociado usualmente con la línea de comandos. En Unix, cualquier programa puede ser un shell de usuario. Los usuarios que desean utilizar una sintaxis diferente para redactar comandos, pueden especificar un intérprete diferente como su shell de usuario.
El término shell también hace referencia a un programa particular, tal como el Bourne shell, sh. El Bourne shell fue el shell usado en las primeras versiones de Unix y se convirtió en un estándar de facto; todos los sistemas similares a Unix tienen al menos un shell compatible con el Bourne shell. El programa Bourne shell se encuentra dentro de la jerarquía de archivos de Unix en /bin/sh. En algunos sistemas, tal como BSD, /bin/sh es un Bourne shell o un equivalente, pero en otros sistemas como muchas distribuciones de Linux, /bin/sh es un enlace simbólico a un shell compatible con más características (como Bash). POSIX especifica su shell estándar como un subconjunto estricto del Korn shell.

## Categorías de shell
Pueden dividirse en cuatro categorías: tipo Bourne, tipo consola C, no tradicional e  histórica.

### Compatibles con Bourne shell
- Bourne shell (sh) -- Escrita por Steve Bourne, cuando estaba en Bell Labs. Se distribuyó por primera vez con la Version 7 Unix, en 1978, y se mejoró con los años.
- Almquist shell (ash) -- Se escribió como reemplazo de la shell Bourne con licencia BSD; la sh de FreeBSD, NetBSD (y sus derivados) están basados en ash y se han mejorado conforme a POSIX para la ocasión.
- Bourne-Again shell (bash) -- Se escribió como parte del proyecto GNU para proveerlo de un superconjunto de funcionalidad con la shell Bourne.
- Debian Almquist Shell (dash) -- Dash es un reemplazo moderno de ash en Debian.
- Korn shell (ksh) -- Escrita por David Korn, mientras estuvo en Bell Labs.
- Z shell (zsh) -- Considerada como la más completa: es lo más cercano que existe en abarcar un superconjunto de sh, ash, bash, csh, ksh, y tcsh.

### Compatibles con la shell de C
- C shell (csh) escrita por Bill Joy, mientras estuvo en la University of California, Berkeley. Se distribuyó por primera vez con BSD en 1979.
- TENEX C shell (tcsh).

### Otros o exóticos
- fish, una shell amigable e interactiva, lanzada por primera vez en 2005.
- mudsh, una shell inteligente al estilo de los videojuegos que opera como un MUD.
- zoidberg, una shell modular escrita en Perl, configurada y de operación completamente en Perl.
- rc, el shell por defecto de Plan 9 from Bell Labs y Version 10 de Unix escrita por Tom Duff. Se han hecho ports para Inferno y para sistemas operativos basados en Unix.
- es shell (es), una shell compatible con RC escrita a mediados de los 90.
- scsh (Scheme Shell)

### Archivos de configuración para shells
Un shell lee archivos de configuración en múltiples circunstancias bajo diferentes dependencias de la shell. Esta tabla muestra los archivos de configuración de las shells más populares:
|                 | sh    | ksh   | csh   | tcsh  | bash    | zsh   |
| /etc/.login     | no    | no    | login | login | no      | no    |
| /etc/csh.cshrc  | no    | no    | no    | sí    | no      | no    |
| /etc/csh.login  | no    | no    | no    | login | no      | sí    |
| ~/.tcshrc       | no    | no    | no    | sí    | no      | no    |
| ~/.cshrc        | no    | no    | sí    | sí    | no      | no    |
| ~/.login        | no    | no    | login | login | no      | no    |
| ~/.logout       | no    | no    | login | login | no      | no    |
| /etc/profile    | login | login | no    | no    | i.login | no    |
| ~/.profile      | login | login | no    | no    | login   | no    |
| ~/.bash_profile | login | no    | no    | no    | login   | no    |
| ~/.bash_login   | no    | no    | no    | no    | login   | no    |
| ~/.bashrc       | no    | no    | no    | no    | n/login | no    |
| /etc/zshenv     | no    | no    | no    | no    | no      | sí    |
| /etc/zprofile   | no    | no    | no    | no    | no      | login |
| /etc/zshrc      | no    | no    | no    | no    | no      | int.  |
| /etc/zlogin     | no    | no    | no    | no    | no      | login |
| /etc/zlogout    | no    | no    | no    | no    | no      | login |
| ~/.zshenv       | no    | no    | no    | no    | no      | sí    |
| ~/.zprofile     | no    | no    | no    | no    | no      | login |
| ~/.zshrc        | no    | no    | no    | no    | no      | int.  |
| ~/.zlogin       | no    | no    | no    | no    | no      | login |
| ~/.zlogout      | no    | no    | no    | no    | no      | login |

Explicación:
- "no" significa que la shell no leerá el archivo en absoluto.
- "sí" significa que el archivo es siempre leído por el shell.
- "login" significa que el archivo es leído si la shell es una shell de sesión (loging shell).
- "n/login" significa que el archivo es leído si la shell no es una shell de sesión.
- "int." significa que un archivo es leído si es un shell interactivo.
- "i.login" significa que un archivo es leído si la shell es de sesión interactiva.

### Histórico
- Thompson shell (sh) -- La primel shell Unix fue escrita por Ken Thompson en Bell Labs. Distribuida con la versión 1 hasta la 6 de Unix, desde 1971 a 1975. Es considerada muy rudimentaria por los estandarés modernos y no es usada en sistemas actuales. Existen algunas partes disponibles de la misma: Ancient UNIX Systems.
- PWB shell o Mashey shell (sh) -- Una versión de la shell de Thompson, creada por John Mashey y otros, mientras estuvieron en Bell Labs. Distribuida con el Programmer's Workbench UNIX, en 1976.

## Shells no Unix
Dentro del conjunto de sistemas operativos Microsoft Windows, el análogo son los programas command.com, o cmd.exe para sistemas operativos basados en Windows NT, y Windows PowerShell introducido con Windows Server 2008.